# 大地の力コンペ
『大地の力コンペ』（だいちのちからこんぺ）は、2016年から開催されている全国を対象とした農業系コンペ。
一般社団法人・女性未来農業創造研究会が主催し、公益財団法人・イオンワンパーセントクラブが特別協賛、農林水産省が後援を行っている。
社会人枠と学生枠が設けられており、各枠でグランプリ以下の賞を決定。
また、受賞者、および、将来性の見られるアイデアには、副賞として、企業とのマッチング、アントレプレナー、インキュベーターなどとのマッチング、実現化に向けてのコンサルティングなどが行われる。

## 開催目的
多くの課題を抱えつつも、大きなパワーと魅力を持った産業である農業。
その力で、現代社会を悩ませる問題を解きほどくことができるかもしれないという想いから、農業の力やそのフィールドを通してさまざまな社会課題の解決を目指す動きを「アグリ+(アグリプラス)」と名付け、優れた「アグリ+アイデア」を表彰するとともに、未来に向かって大きくはばたく手伝いをすることを目的としている。
また、未来農業の中心となる若者・女性が活躍できる事業やアイデアにスポットをあてるとともに、異分野からの知恵も取り上げながら農業の裾野を広げることを目指している。

## 歴代受賞者等

### 第1回
最終プレゼンおよび授賞式開催日：2017年3月7日
会場：東京大学 安田講堂

#### 社会人の部
|              | チーム名                   | 都道府県         | 内容                           |
| グランプリ   | 雪の日舎                   | 新潟県           | 移住・地域・特産品での商品開発 |
| 準グランプリ | ミズノイリ                 | 静岡県（東京都） | わさびの需要創生と食文化の維持 |
| 輝く農業賞   | キッチンの科学プロジェクト | 東京都           | 食科学ワークショップ           |

#### 学生の部
|              | チーム名                 | 学校名                   | 内容                           |
| グランプリ   | 地域資源でまちおこしーず | 兵庫県立篠山東雲高等学校 | 放置竹林対策＋陶芸＋黒大豆味噌 |
| 準グランプリ | 増田高校 農業科学専攻班  | 秋田県立増田高等学校     | 水耕栽培で高齢者と高校生の交流 |
| 準グランプリ | カクジョウアグリ7        | 愛知県立鶴城丘高等学校   | お茶の葉を利用した卵の特産化   |

### 第2回
最終プレゼンおよび授賞式開催日：2018年3月7日
会場：東京大学 安田講堂

#### 社会人の部
|              | チーム名              | 都道府県             | 内容                                   |
| 準グランプリ | Plants Planet Project | 鹿児島県（奄美大島） | ムズラ社が展開する環境循環型育苗ポット |
| 準グランプリ | BugMo                 | 京都府               | 100年先も続く豊かた食文化を昆虫食から  |
| 輝く農業賞   | 岡山農業女子会        | 岡山県               | 農業女子発おかやま農業女子カレー       |